# Erythrastrea wellsi
Erythrastrea wellsi is een rifkoralensoort uit de familie van de Merulinidae. De wetenschappelijke naam van de soort is voor het eerst geldig gepubliceerd in 1959 door Ma.